# William Edward Parry
Sir William Edward Parry (Bath, 19 dicembre 1790 – Bad Ems, 9 luglio 1855) è stato un ammiraglio, astronomo ed esploratore inglese.

## Biografia
A 13 anni si arruolò come volontario nella Royal Navy, partecipando su diversi velieri, naviganti prevalentemente nel Mar Baltico, alle guerre napoleoniche. Nel 1810, promosso luogotenente, passò tre anni sulla fregata Alexandre, a difesa degli accordi sulla pesca nell'arcipelago delle Svalbard. In questo periodo poté coltivare i suoi studi teorici e pratici sull'astronomia, compiendo osservazioni i cui esiti sancì nell'opuscolo dal titolo Astronomia nautica di notte del 1816.
Dal 1813 al 1817 navigò fra gli scali marittimi dell'America del Nord. Nel 1818 ottenne di partecipare all'esplorazione artica di John Ross, nell'ambito delle ricerche del leggendario Passaggio a nord-ovest, che però non riscosse risultati significativi, se non quelli di registrare polemiche fra i due navigatori. L'anno successivo infatti, convinto che con il precedente viaggio si sarebbe potuto arrivare più lontano, Parry ebbe una nuova opportunità, al comando delle imbarcazioni Griper e Hecla (sulla quale era presente anche Frederick William Beechey).
L'esplorazione, che terminò nel novembre 1820, nonostante che il ghiaccio avesse costretto le navi ad allungare i tempi dell'attraversamento dalla Groenlandia allo stretto di Bering, arrivò fino all'isola di Banks, facendo diventare Parry il primo ad aver navigato oltre il 110º meridiano (consentendogli, peraltro, di vincere le 5.000 sterline destinate dal parlamento a chi fosse giunto a quel traguardo). La descrizione dell'evento fu pubblicata nel 1821 con il titolo Diario di viaggio alla scoperta del Passaggio a Nord-ovest, seguìta, nel 1824, da un supplemento dedicato alla storia naturale. Va anche ricordato che, fra gli scienziati al seguito delle due esplorazioni del 1818 e del 1819, vi era anche il geofisico Edward Sabine, le cui osservazioni diedero un impulso fondamentale agli studi sul magnetismo terrestre.
Nel maggio dello stesso 1821, promosso comandante ed eletto fra i membri della Royal Society, Parry salpò da Deptford con la Hecla e con la Fury per un'ulteriore spedizione, sempre alla ricerca del leggendario passaggio, che tuttavia si rivelò nuovamente infruttuosa, perché i ghiacci avevano impedito alle imbarcazioni di andare oltre l'Isola di Winter, bloccando gli esploratori per nove mesi, durante i quali poterono, almeno, avere contatti con gli inuit, dei quali approfondirono la cultura. La spedizione rientrò in Inghilterra nell'ottobre 1823. Promosso capitano, nonché idrografo dell'Ammiragliato, Parry pubblicò nel 1824 il secondo Diario del viaggio, cui fu unita, nel 1825, anche un'appendice.  Nel frattempo, con lo stesso equipaggio, l'esploratore aveva partecipato, a partire dal 1824, ad una terza spedizione, anch'essa sfortunata, che si concluse nell'ottobre 1825. Anche gli esiti di questa furono raccolti in un'apposita descrizione a stampa.
Sposatosi nel 1826 e ricevuto (insieme a John Franklin) il dottorato onorario dall'Università di Oxford, per opportunità e ragioni economiche decise di lasciare l'Ufficio idrografico: dal 1829 al 1834 fece quindi il soprintendente della Compagnia Australiana di Agricoltura a Tahlee, in Australia. Rientrato a Londra, ebbe incarichi di soprintendenza in ospedali e nel servizio postale dell'Ammiragliato, finché nel 1852, elevato al rango di grand'ammiraglio, fu nominato amministratore dell'ospedale di Greenwich. Morì in Germania, dove si era trasferito per curarsi dal colera. I diari dei suoi viaggi furono stampati, oltreché singolarmente, anche in opere in più volumi nel 1828 e nel 1842, mentre le sue Memorie vennero raccolte e pubblicate postume, nel 1857, a cura del figlio.